# Adolfo Frederico da Suécia
Adolfo Frederico (Eslésvico, 14 de maio de 1710 – Estocolmo, 12 de fevereiro de 1771) – conhecido em sueco como Adolf Fredrik – foi rei da Suécia de 1751 até sua morte, sendo o primeiro monarca sueco da Casa de Holsácia-Gottorp.                                                                                             Era casado com a rainha Luísa Ulrica da Prússia, e pai dos futuros reis Gustavo III e Carlos XIII.                                                                                                            Foi um monarca sem poder político, desinteressado e dominado pela sua esposa a rainha Luísa Ulrika e mais tarde por seu filho o rei Gustavo III.

## Família
O seu pai foi Cristiano Augusto, duque e o mais jovem príncipe de Eslésvico-Holsácia-Gottorp, príncipe-bispo de Lubeck, e administrador durante a Grande Guerra do Norte dos ducados de Holsácia-Gottorp em representação do seu parente Carlos Frederico. A sua mãe foi Albertina Frederica de Baden-Durlach. Do lado de sua mãe Adolfo Frederico descendia do rei Gustavo I da Suécia e de Cristina Madalena, uma irmã de Carlos X da Suécia.
Através dos pais, descendia de Holsácia-Gottorp, uma casa com ancestrais reais escandinavos da Idade Média. Adolfo Frederico pertencia à 13ª geração de descendentes de Érico V da Dinamarca; 13ª geração de descendentes de Sofia da Dinamarca e Valdemar da Suécia; e 11ª geração de descendentes de Eufémia da Suécia, Duquesa de Mecklemburgo e o seu marido, o duque Alberto.

## Reinado
Desde 1727 até 1750, Adolfo Frederico foi príncipe-bispo de Lübeck (o que significava o governo de um feudo ao redor e incluindo Eutin), e administrador de Holsácia-Kiel durante a menoridade de seu sobrinho, o duque Pedro III da Rússia, o qual era então herdeiro do trono sueco, mas veio a ser mais tarde o czar Pedro III da Rússia.

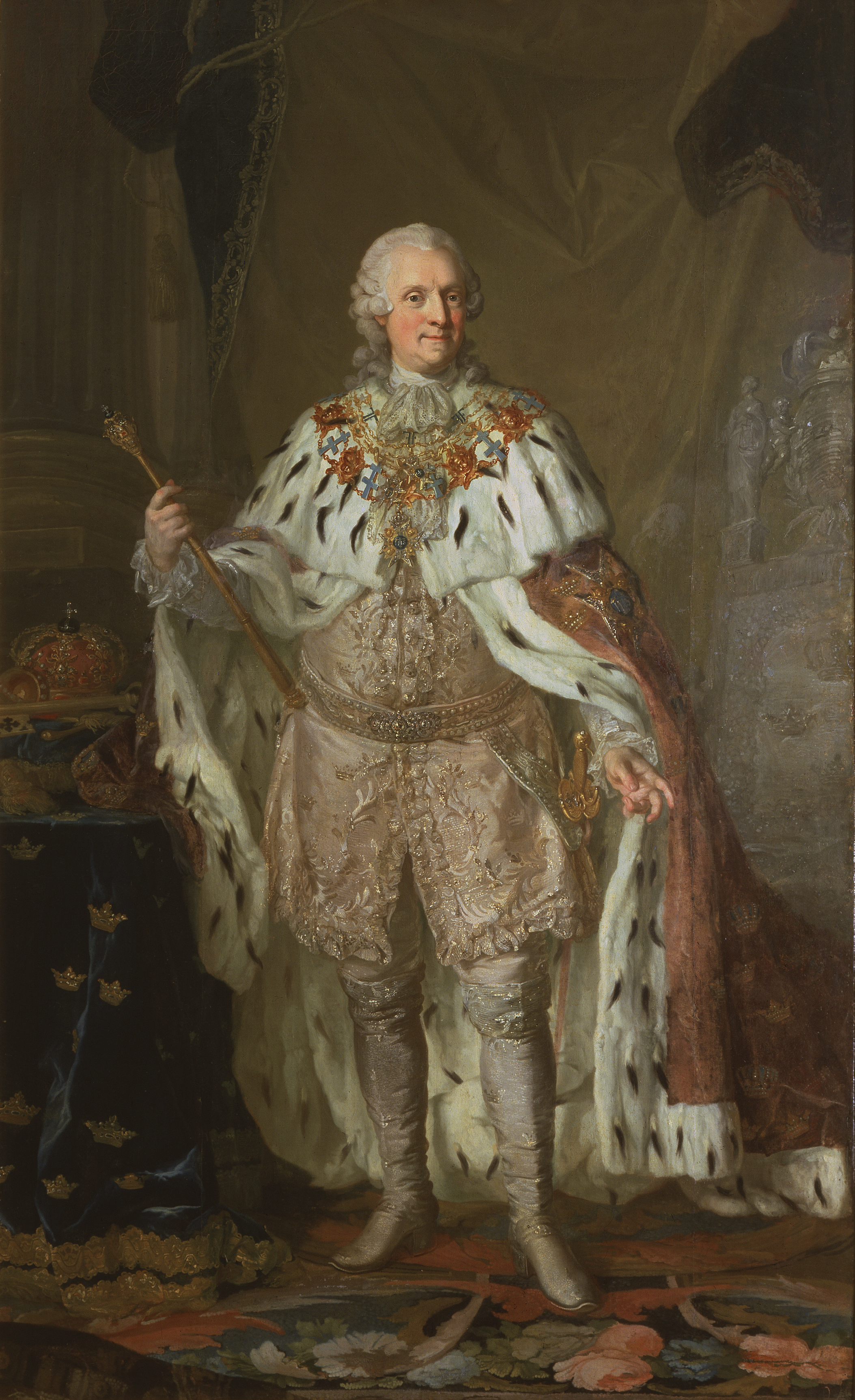
Retrato de Adolfo Frederico com regalia por Lorens Pasch, o Jovem

 Em 1743, Adolfo Frederico foi eleito herdeiro do trono da Suécia pelo partido "Hat", a fim dos mesmos poderem obter melhores condições na Paz de Turku com a imperatriz Isabel da Rússia, a qual adotou seu sobrinho, o Duque Carlos Pedro Ulrich,  como herdeiro do trono russo. Por isso mesmo, Adolfo Frederico veio a ser coroado como Rei da Suécia em 25 de Março 1751.
Durante o seu reinado de vinte anos Adolfo Frederico foi pouco mais do que uma figura de proa, estando o poder real nas mãos do Parlamento da Suécia, o qual dispunha do selo real (stämpel) com a assinatura do monarca. Por duas vezes, ele tentou libertar-se da tutela dos partidos. A primeira ocasião foi em 1755 quando, estimulado por sua consorte imperiosa Luísa Ulrica da Prússia (irmã de Frederico, o Grande ), ele tentou recuperar uma parte da prerrogativa real, e quase perdeu seu trono em consequência. Na segunda ocasião, sob a orientação de seu filho mais velho, o príncipe herdeiro Gustavo, depois Gustavo III da Suécia, conseguiu derrubar o partido "Cap" do Senado, mas foi incapaz de fazer qualquer uso de sua vitória.
Sua mãe morreu viúva em Hamburgo em 22 de Dezembro de 1755. Ela era descendente de anteriores dinastias reais da Suécia, neta de Cristina Madalena do Palatinado, irmã de Carlos X Gustavo.

## Morte
O rei morreu em 12 de fevereiro de 1771 depois de ter consumido uma refeição composta por lagosta, caviar, chucrute, arenque fumado e champagne, seguido por quatorze porções de sua sobremesa favorita, a semla, servida em uma tigela com leite quente. Ele é lembrado por crianças suecas em idade escolar como "o rei que comeu até morrer".
Ele foi considerado, tanto durante o seu tempo e em tempos mais tarde, como dependentes de outros, um governante fraco e carente de qualquer talento. Mas ele também teria sido um bom marido, um pai carinhoso e um mestre gentil para seus servos. Seu passatempo favorito era fazer caixas de rapé, passatempo em que ele supostamente ocupava a maior parte do seu tempo. Sua hospitalidade e simpatia pessoal foram testemunhados por muitos que lamentaram profundamente a sua morte.
Seu retrato foi incluído na série de 16 painéis Príncipes Cavalgando por Johann Elias Ridinger.

## Filhos
Pelo seu casamento com a Luísa Ulrica da Prússia
- Natimorto (1745)
- Gustavo III (1746)
- Carlos XIII & II (1748)
- Frederico Adolfo (1750)
- Sofia Albertina (1753)